# ¿Algún problema?
¿Algún problema? es el segundo álbum de estudio de la banda española de rock: Canallas.
Salió al mercado en 1998 y fue el único de su carrera que editaron con una compañía multinacional, en este caso Sony. La escasa difusión publicitaria que recibieron por parte de la discográfica y el hecho de considerar que ellos pertenecían a otro mundo al que desde Sony les pretendían mover, con gira acompañando a La Oreja de Van Gogh incluida hizo que aproximadamente un año después abandonaran la multinacional para firmar por una discográfica independiente.

## Lista de canciones
1. Aprovecho La Presente
2. Venga Trae
3. No Nos Valen
4. Reír Y Llorar
5. El Inserso
6. Murphy
7. Te Has Pasao
8. Dame El Hocico
9. Poco A Poco
10. Lola
11. Nunca Supe....
12. Tengo Que Decirte
13. Una De Cuernos
14. El Cura